# (28362) 1999 GP5
1999 جي بي 5 (ويعرف أيضًا باسم (28362) 1999 جي بي 5 وفق تسمية الكوكب الصغير) (بالإنجليزية: 1999 GP5)‏ هو كويكب ضمن حزام الكويكبات؛ وترتيبه 28362 من حيث الاكتشاف.
اكتُشف هذا الجُرم الفلكي بواسطة تاكيشي أوراتا ‏ في 7 أبريل 1999.

## وصلات خارجية
- (28362) 1999 GP5 في قاعدة بيانات مختبر الدفع النفاث لأجرام النظام الشمسي الصغيرة

- الاكتشاف · مخطط المدار ·  العناصر المدارية · المعلمات المادية

- (28362) 1999 GP5 على موقع ويكي سكاي: DSS2, SDSS, GALEX, IRAS, Hydrogen α, X-Ray, Astrophoto, Sky Map, Articles and images